# Olga Danilova
Olga Valerjevna Danilova (ryska: Ольга Валерьевна Данилова), född 10 juni 1970, är en rysk f.d längdskidåkare.
Danilova tävlade i världscupen mellan 1991 och 2002. Totalt blev det fyra segrar på 100 starter. Danilova var med i två olympiska spel och tog tre medaljer vid OS 1998 i Nagano. Dessutom tog Danilova elva världsmästerskapsmedaljer varav fyra raka guldmedaljer i stafett.
Vid OS 2002 i Salt Lake City tog Danilova ursprungligen två medaljer, silver på 10 km klassiskt och guld i jaktstart. Emellertid visade det sig att Danilova var dopad under OS och hon blev av med medaljerna och stängdes av på två år. Efter det har Danilova inte återkommit till världscupen.